# 사릉역
사릉역(思陵驛, Sareung station)은 경기도 남양주시 진건읍 사능리에 있는 경춘선의 전철역이다.
역명은 정순왕후의 능인 사릉이 인근에 위치하고 있는데서 유래하였으며, 1939년 7월 20일에 개역하여 복선전철 개통을 앞둔 2010년에 역사를 이전하였다. 그러나 역명과는 달리 사릉은 오히려 금곡역과 더 가깝다. 사릉역에서 사릉으로 가는 버스는 없으며, 금곡역에서 시내버스를 타야 한다.

## 역 정보

### 역사 시설
2010년 이전까지 영업했던 역사의 경우, 무인역이라는 점 외에도 대합실로 통하는 문이 좁고 승강장의 턱이 높아, 한 시민이 이에 대해 언론에 기고한 적도 있었으며, 열차와 탑승구간 간의 거리가 260cm가량 밖에 되지 않는데다가 플랫폼을 넘게되면 낭떠러지의 형태를 띠게 되어 장애인 단체로부터 구내 시설물의 안전성 문제에 대해 수차례 거론되기도 하였다.
2010년 이전 영업을 개시할 때에는 기존의 사릉역이 이전만 한 채 영업이 그대로 유지되는 것과는 달리, 퇴계원역의 경우 복선 전철 사업의 원활한 추진을 위해 2010년 7월 22일부터 모든 열차가 무정차 통과하게 되면서 사릉역은 경춘선을 운행하는 모든 여객열차가 정차하게 되었고, 동시에 이 역과 퇴계원역 간을 오가는 셔틀버스가 운행하게 되었다.

### 시멘트 물류단지 조성 문제
기존의 경기도 북동부권 등의 수도권 건설지역에 시멘트 물량을 공급하는 서울 성북양회물류기지가 지역주민들의 요구와 기부채납 문제로 폐쇄위기에 처하면서, 이의 대안으로 사릉공장 부근, 즉 사릉역 인근에 대체 시멘트 물류단지의 부지로 거론되었고, 한국철도공사는 이를 추진하기 시작하였다. 그러나 한국철도공사가 시멘트 저장시설 9기를 포함한 시멘트 물류단지를 역 인근에 조성하려 하자, 주민들과 남양주시 측이 환경문제를 거론하며 반발하면서 물류단지의 조성 철회를 요구하는 건의서를 국토해양부와 한국철도공사에 각각 제출하였다.

## 역사
- 1939년 7월 20일 : 배치간이역으로 영업 개시[7]
- 1964년 12월 15일 : 소급화물 취급개시[8]
- 1973년 1월 1일 : 무배치간이역으로 격하[9]
- 1988년 8월 1일 : 임시승강장으로 격하
- 1993년 3월 1일 : 을종위탁발매소로 지정
- 2001년 2월 1일 : 을종위탁발매소 철수, 무배치간이역으로 격하
- 2010년 7월 22일 : 경춘선 선로 이전, 임시 역사에서 영업 개시 (퇴계원역, 금곡역에 모든 열차가 통과하게 되자 이 역에 모든 열차 정차)
- 2010년 12월 21일 : 경춘선 복선 전철화 사업 개통으로 성북 기점 13.3 km에서 망우 기점 11.0 km로 변경[10], 수도권 전철 경춘선의 전철역이 됨
- 2011년 6월 20일 : 급행열차 정차 개시[11]
- 2012년 2월 28일 : ITX-청춘 운행 개시와 동시에 급행열차 운행 종료
- 2017년 1월 31일 : 평일에 한하여 왕복 5회 급행열차의 운행이 재개

## 역 구조
2면 4선의 상대식 승강장이 있는 지상역이다. 출구는 1개이다. 스크린도어가 설치되어 있다.

### 승강장
| ↑ 퇴계원        |
| ４３ \| ２１ \| |
| 금곡 ↓          |

| 1·2 | ● 수도권 전철 경춘선, ITX-청춘 | 평내호평 · 가평 · 춘천 방면                 |
| 3·4 | ● 수도권 전철 경춘선, ITX-청춘 | 퇴계원 · 상봉 · 청량리 · 광운대 · 용산 방면 |

## 역 주변
| 나가는 곳 | 방면                                                     |
| --------- | -------------------------------------------------------- |
| 1         | 사능초등학교 진건읍 행정복지센터 진건중학교 진건초등학교 |

## 이용객 변동
경춘선의 2010년 자료는 개통일인 2010년 12월 21일부터 12월 31일까지인 11일치만이 반영된 것이며, ITX-청춘의 2012년 자료는 운행 개시일인 2012년 2월 28일부터 12월 31일까지인 308일치만이 반영된 것이다.
| 노선     | 노선 | 일평균 인원수 (명/일) | 일평균 인원수 (명/일) | 일평균 인원수 (명/일) | 일평균 인원수 (명/일) | 일평균 인원수 (명/일) | 일평균 인원수 (명/일) | 일평균 인원수 (명/일) | 일평균 인원수 (명/일) | 일평균 인원수 (명/일) | 일평균 인원수 (명/일) | 일평균 인원수 (명/일) | 일평균 인원수 (명/일) | 일평균 인원수 (명/일) | 일평균 인원수 (명/일) | 각주   |
| 노선     | 노선 | 2010년                | 2011년                | 2012년                | 2013년                | 2014년                | 2015년                | 2016년                | 2017년                | 2018년                | 2019년                | 2020년                | 2021년                | 2022년                | 2023년                | 각주   |
| -------- | ---- | --------------------- | --------------------- | --------------------- | --------------------- | --------------------- | --------------------- | --------------------- | --------------------- | --------------------- | --------------------- | --------------------- | --------------------- | --------------------- | --------------------- | ------ |
| 경춘선   | 승차 | 2,155                 | 3,104                 | 3,895                 | 3,945                 | 3,787                 | 3,607                 | 3,593                 | 3,651                 | 3,615                 | 3,526                 | 2,751                 | 2,825                 | 2,331                 | 2,181                 | [ 12 ] |
| 경춘선   | 하차 | 1,631                 | 2,589                 | 3,506                 | 3,616                 | 3,540                 | 3,410                 | 3,388                 | 3,437                 | 3,431                 | 3,395                 | 2,626                 | 2,733                 | 2,264                 | 2,130                 | [ 12 ] |
| ITX-청춘 | 승차 | 미개통                | 미개통                | 66                    | 91                    | 109                   | 117                   | 120                   | 122                   | 128                   | 116                   | 90                    | 76                    | 49                    | 37                    | [ 12 ] |
| ITX-청춘 | 하차 | 미개통                | 미개통                | 39                    | 55                    | 61                    | 70                    | 68                    | 70                    | 77                    | 74                    | 56                    | 54                    | 32                    | 24                    | [ 12 ] |

## 인접한 역
| 경춘선                                  | 경춘선                    | 경춘선              |
| --------------------------------------- | ------------------------- | ------------------- |
| 퇴계원 용산 방면                        | ITX-청춘 경춘선           | 평내호평 춘천 방면  |
| P125 퇴계원 상봉 · 청량리 · 광운대 방면 | ● 수도권 전철 경춘선 완행 | P127 금곡 춘천 방면 |
| P125 퇴계원 청량리 방면                 | ● 수도권 전철 경춘선 급행 | P128 평내호평 춘천  |